# Lutjanus argentimaculatus
Lutjanus argentimaculatus (Forsskål, 1775) Lutiano delle mangrovie, è un pesce osseo della famiglia Lutjanidae, diffuso nelle acque dell'Indo-Pacifico.

## Descrizione

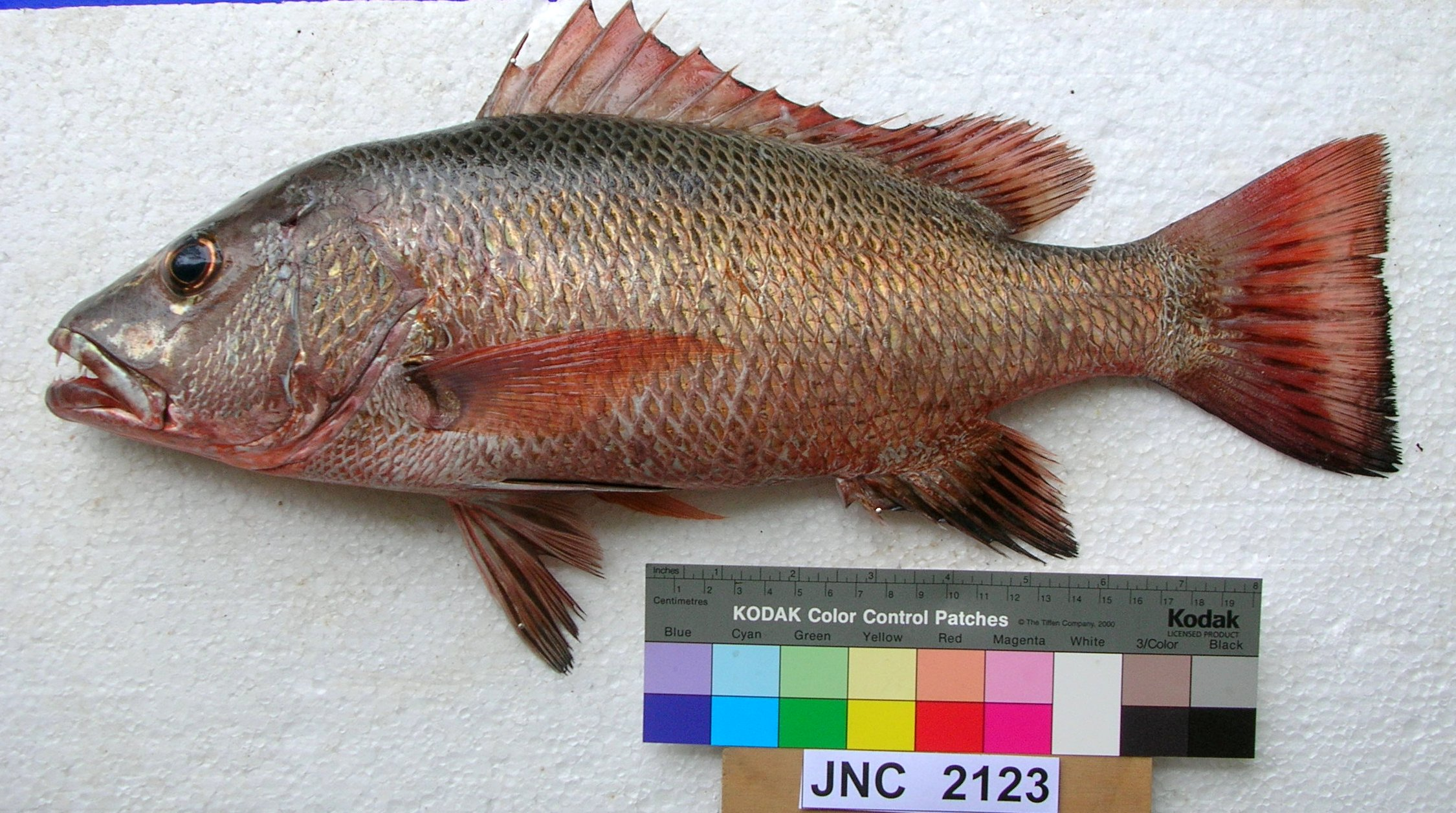
Esemplare della Nuova Caledonia

La lunghezza media di questa specie è di circa 80 cm ma talora può raggiungere dimensioni superiori (sino a 120 cm di lunghezza).
Al pari degli altri lutianidi possiede canini prominenti, con i quali cattura le sue prede.
La livrea ha colorazioni variabili dal verde-bruno al rossastro, con riflessi argentei. Le forme giovanili presentano bande verticali più chiare lungo i fianchi e 1-2 linee blu sulle guance.

## Biologia

### Alimentazione
È una specie carnivora, che caccia soprattutto di notte, nutrendosi di pesci, crostacei, gasteropodi e cefalopodi.

### Riproduzione
È una specie ovipara che depone le sue uova nelle profondità delle barriere coralline. I giovanili, lunghi circa 2 cm, trascorrono i primi anni di vita tra le radici delle mangrovie in prossimità degli estuari dei fiumi e migrano verso le barriere coralline quando hanno raggiunto la lunghezza di 40–50 cm.

## Distribuzione e habitat
La specie è ampiamente distribuita nelle acque dell'indo-Pacifico, dal Mar Rosso e dall'Africa orientale (compreso il Madagascar) sino all'Australia, alle isole Ryukyu e alle isole Samoa; dal mar Rosso è migrato nel mar Mediterraneo attraverso il canale di Suez (migrazione lessepsiana), stabilendosi sulle coste libanesi.
Popola le acque dei mangrovieti in prossimità degli estuari dei fiumi, e le barriere coralline.